# 克努特·弗里德尔
克努特·弗里德尔（瑞典語：Knut Fridell，1908年9月8日—1992年2月3日），瑞典男子摔跤运动员。他曾代表瑞典参加1936年夏季奥林匹克运动会摔跤比赛，获得男子自由式次重量级金牌。